# Munnikkenpolder
De Munnikkenpolder, ook gespeld als Munnikenpolder, is een polder en een voormalig waterschap in de gemeente Leiderdorp, in de Nederlandse provincie Zuid-Holland. Het waterschap was verantwoordelijk voor de drooglegging en later de waterhuishouding in de polder.

## Zie ook

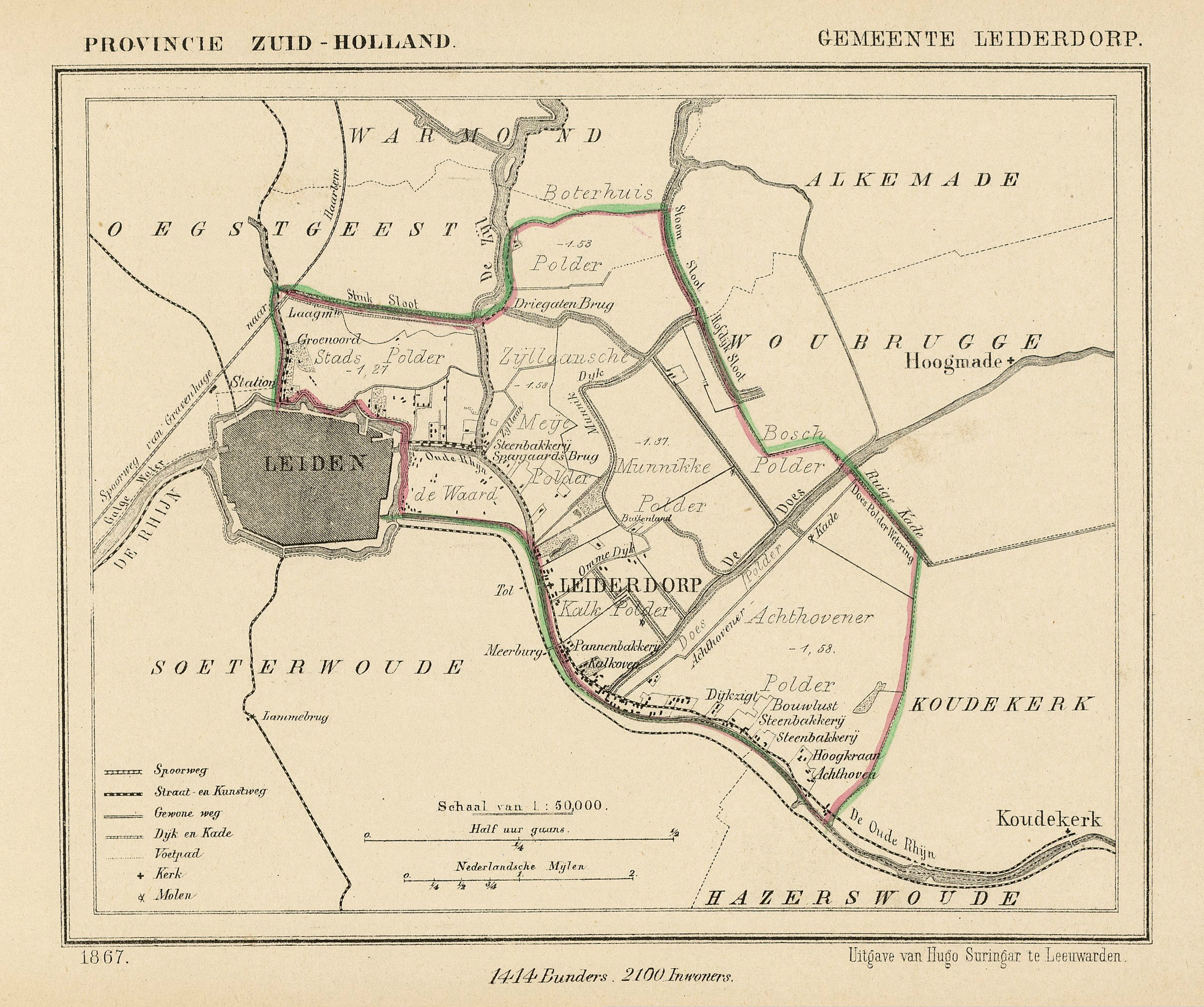
Deze kaart van Leiderdorp uit 1867 spreekt van de "Munnikke Polder".